# Nordborneo
Nordborneo var ett brittiskt protektorat under North Borneo Chartered Companys suveränitet åren 1882–1946.  Efter andra världskriget blev det en brittisk kronoloni åren 1946–1963, under namnet Brittiska Nordborneo. Det låg på ön Borneos nordöstra delar. Det är numera staten Sabah, Östmalaysia. Den siste guvernören var William Allmond Codrington Goode åren 1959–1963.

## Frimärken
Ursprungligen skickades posten från Nordborneo via Labuan eller Singapore, och då användes Straits Settlements frimärken. Företaget utfärdade egna frimärken i mars 1883, då med statsvapnet (en dhow och ett lejon), samt texten "NORTH BORNEO" och priset skrivet på engelska, jawi och kinesiska.